# Claudio Argento
Claudio Argento (Roma, 15 de septiembre de 1943) es un productor y guionista de cine italiano.

## Carrera
La mayoría de los títulos que ha producido han sido largometrajes de terror dirigidas por su hermano mayor, el reconocido cineasta Dario Argento. Una excepción importante fue la película de culto Santa Sangre (1989) de Alejandro Jodorowsky, en la que Claudio Argento ofició como guionista y productor, además de ejercer como productor asociado de Dawn of the Dead de George A. Romero (1978).
En 2010 se puso en contacto nuevamente con Romero para dirigir una adaptación en 3D del clásico de su hermano Dario Profondo Rosso, asegurándole que el aclamado director también haría parte del proyecto. Romero, que mostró interés en la película, decidió contactar con Dario, quien le aseguró que no sabía nada sobre el tema, lo que llevó a Romero a declinar la oferta de dirigir la adaptación. Hasta la fecha se desconoce si Claudio planea seguir adelante con el proyecto.